# 林于昉
林于昉（1955年—），生於台灣台中市，牙醫師，安琪兒牙科診所負責人。他也是一位收藏家，為秋惠文庫庫長。

## 生平
林于昉為台中公館望族之後。其父林秋江，畢業於日本東京帝國大學醫學院，為外科醫師。其母親陳淑惠，為陳水潭之女。其兄林愷碩，為外科醫師，秋江外科診所負責人。其姐林靜芸，為外科整形醫師。
林于昉原就讀台北工專機械工程科，後留學日本，攻讀牙科，取得日本國立東京醫科齒科大學博士，專長於兒童牙科。畢業後，於松本牙科大學擔任兒童牙科副教授。在日本居住18年後，1998年返回台灣開業。於2010年退休。
因為家庭背景及個人興趣，林于昉收藏許多藝術品與史料，創辦了秋惠文庫，對外公開展覽。其中收藏了廖繼春的大型浮雕作品，還收有首位女性中華民國總統蔡英文3歲時的照片等。
2017年9月30日，秋惠文庫結束營業。

## 家庭
妻子陳安琪，為前中華民國陸軍二級上將、陸軍八軍團司令、臺灣警備總司令部總司令、國防部副部長陳守山上將之女。